# Gyula Zsivótzky
Gyula Zsivótzky, madžarski atlet, * 25. februar 1937, Budimpešta, Madžarska, † 29. september 2007, Budimpešta.
Zsivótzky je nastopil na poletnih olimpijskih igrah v metu kladiva v letih 1960 v Rimu, 1964 v Tokiu, 1968 v Ciudad de Méxicu in 1972 v Münchnu. Največji uspeh v karieri je dosegel na igrah leta 1968 z osvojitvijo naslova olimpijskega prvakinja, v letih 1960 in 1964 pa je bil olimpijski podprvak. Na evropskih prvenstvih je osvojil zlato medaljo leta 1962 v Beogradu, srebrno leta 1966 v Budimpešti in bronasto leta 1958 v Stockholmu. Dvakrat je postavil nov svetovni rekord v metu kladiva, prvič 4. septembra 1965 z dolžino meta 73,74 m, 14. septembra 1968 pa je vrgel kladivo še 2 cm dlje. Rekord je veljal do junija 1969, ko ga je popravil Romuald Klim.
V letih 1965 in 1968 je bil izbran za madžarskega športnika leta. Njegova sinova sta bila tudi športnika, Attila Zsivóczky atlet, Gyula Zsivótzky mlajši pa nogometaš.